# Fa Tsuan Wang
Fa Tsuan Wang (1899 - 1985) fue un botánico chino, que mantuvo intensos contactos científicos con Kew Gardens

## Algunas publicaciones
- Contributions to the Knowledge of Eastern Asiatic Orchidaceae II. Tang Tsin, Wang Fa-Tsuan, Acta Phytotaxonomica Sinica 1951 1(1): 23-102.The Editorial Office, J. of Systematics and Evolution, Institute of Botany, CAS, Xiangshan, Pekín, China
- Notes on Chinese Liliaceae X. Wang Fa-Tsuan, Tang Tsin, Acta Phytotaxonomica Sinica 1951 1(1): 119-120.The Editorial Office, J. of Systematics and Evolution, Institute of Botany, CAS, Xiangshan, Pekín, China
- Two New Useful Plants from Chin-fu Shan, South Szechuan.Wang Fa-Tsuan, Tang Tsin, Acta Phytotaxonomica Sinica 1951 1(1): 127-128 The Editorial Office, J. of Systematics and Evolution, Institute of Botany, CAS, Xiangshan, Pekín, China
- Two New Sedges from Hopei. Wang Fa-Tsuan, Tang Tsin, Acta Phytotaxonomica Sinica 1951 1(1): 133-134 The Editorial Office, J. of Systematics and Evolution, Institute of Botany, CAS, Xiangshan, Pekín, China

### Libros
- fa-tsuan Wang, sing-chi Chen, ching-yu Chang, lun-kai Dai, sung-yun Liang, yen-chen Tang, liang Liou, kai-yung Lang. 1978. Flora reipublicae popularis Sinicae delectis florae reipublicae popularis Sinicae agendae academiae Sinicae edita: Tom 15. Angiospermae. Monocotyledoneae. Liliaceae (2). Vol. 15 de Flora reipublicae popularis Sinicae. Ed. Institutum Botanicum Academiae. 280 pp.

- La abreviatura «F.T.Wang» se emplea para indicar a Fa Tsuan Wang como autoridad en la descripción y clasificación científica de los vegetales.[2]